# Geu
Geu é uma comuna francesa na região administrativa da Occitânia, no departamento dos Altos Pirenéus. Estende-se por uma área de 2.67 km², e possui 178 habitantes, segundo o censo de 2018, com uma densidade de 67 hab/km².